# Oospila lunicincta
Oospila lunicincta är en fjärilsart som beskrevs av W. Warren 1909. Oospila lunicincta ingår i släktet Oospila och familjen mätare. Inga underarter finns listade i Catalogue of Life.